# Borisz Valentyinovics Volinov

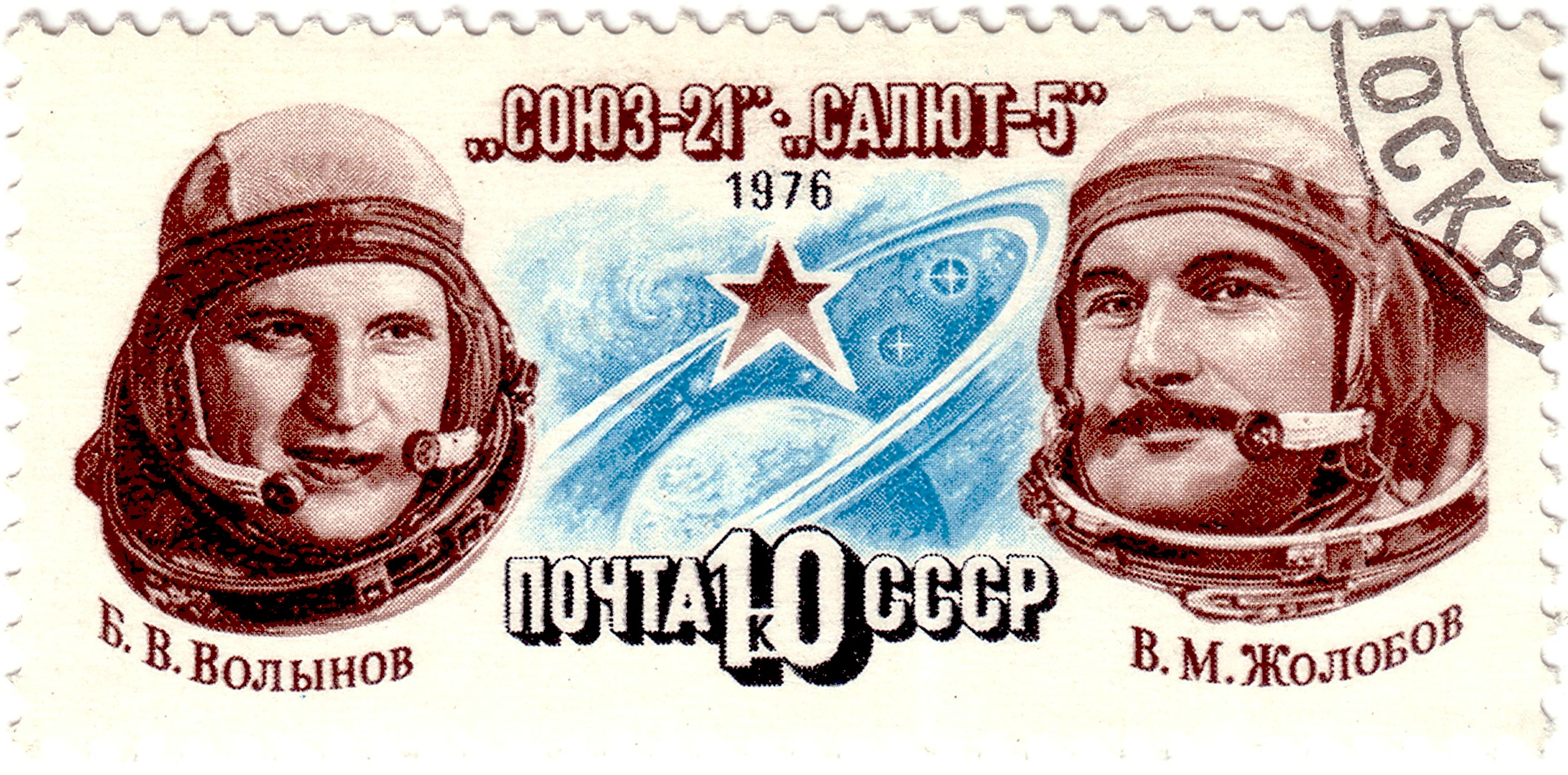
A Szojuz–21 repülése alkalmából kiadott szovjet bélyeg. Volinov a bal oldalon látható

Borisz Valentyinovics Volinov (cirill betűkkel Борис Валентинович Волынов) (Irkutszk, 1934. december 18. –) szovjet űrhajós.

## Életpálya
1956-ban a katonai repülőiskola elvégzését követően tisztként szolgált. 1968-ban elvégezte a Zsukovszkij Akadémiát, repülőmérnöki oklevelet szerzett. 1960-tól űrhajóskiképzésben részesült. Származását tekintve ő volt az első zsidó űrhajós. 1982-ben távozott az űrhajósok csoportjából. Az űrhajózási központban az oktatási csoport ügyintézője volt. Nyugdíjazását követően az Amerikai Egyesült Államokba költözött.

## Űrrepülések
- 1962-ben Vosztok–3 tartalék parancsnoka
- 1964-ben a Voszhod–1 tartalék parancsnoka
- 1968-ban a Szojuz–3 második tartalék pilótája
- 1969-ben Szojuz–5 parancsnoka
- 1976-ban Szojuz–21 parancsnoka

## Külső hivatkozások
- Borisz Valentyinovics Volinov. tvroscosmos.ru. (Hozzáférés: 2013. február 23.)